# 알리바바 클라우드
알리바바 클라우드(Alibaba Cloud)는 알리윈(Aliyun, 중국어 간체자: 阿里云, 병음: Ālǐyún, 직역: 알리 클라우드)으로도 알려져 있으며, 알리바바 그룹의 자회사인 클라우드 컴퓨팅 회사이다. 알리바바 클라우드는 온라인 비즈니스 및 알리바바의 자체 전자 상거래 생태계에 클라우드 컴퓨팅 서비스를 제공한다. 국제 사업은 싱가포르에 등록되어 있으며 본사도 싱가포르에 있다.
알리바바 클라우드는 사용량 기반으로 제공되는 클라우드 서비스를 제공하며, 여기에는 탄력적 컴퓨팅, 데이터 스토리지, 관계형 데이터베이스, 빅 데이터 처리, DDoS 보호 및 콘텐츠 전송 네트워크(CDN)가 포함된다.
이 회사는 중국에서 가장 큰 클라우드 컴퓨팅 회사이며, 가트너에 따르면 아시아 태평양 지역에서도 가장 큰 클라우드 컴퓨팅 회사이다. 알리바바 클라우드는 전 세계 29개 지역 87개 가용성 영역에서 데이터 센터를 운영한다. 2017년 6월 현재, 알리바바 클라우드는 전 세계 클라우드 서비스형 인프라스트럭처에 대한 가트너의 매직 쿼드런트에서 비전 있는 기업(Visionaries) 사분면에 위치한다.

## 역사
알리바바 클라우드는 2009년 9월에 설립되었으며, 항저우시, 베이징시, 실리콘 밸리에 R&D 센터 및 운영 센터를 열었다.

### 2010년–2013년
2010년 11월, 이 회사는 첫 번째 광군제 타오바오 쇼핑 축제를 지원하여 24시간 동안 24억 페이지 뷰(PV)를 기록했다. 2년 후, 2012년 11월에는 ISO27001:2005 (정보 보안 관리 시스템)를 통과한 최초의 중국 클라우드 서비스 제공업체가 되었다.
2013년 1월, 알리바바 클라우드는 당시 회사 역사상 가장 큰 인수합병 중 하나로 HiChina (장샹닝이 설립)와 www.net.cn 사업을 위해 합병했다. 그해 8월, ApsaraDB 아키텍처는 단일 클러스터에서 5000대의 물리적 장비를 지원했다.

### 2014년–2017년
이 회사의 홍콩 데이터 센터는 2014년 5월에 가동되었고, 그해 12월에는 알리바바 클라우드가 453.8 Gbit/s를 최고치로 기록한 14시간 동안의 DDoS 공격을 방어했다.
2015년 7월, 알리바바 그룹은 알리바바 클라우드에 10억 달러를 투자했다. 한 달 후, 알리바바 클라우드의 첫 번째 싱가포르 데이터 센터가 개설되었고, 싱가포르가 알리바바 클라우드의 해외 본부로 발표되었다.
2015년 10월에는 두 개의 미국 데이터 센터가 온라인으로 가동되었고, 같은 달 MaxCompute는 Sort Benchmark에서 아파치 스파크의 이전 기록인 1406초와 비교하여 377초 만에 100 TB 데이터를 정렬하며 선두를 차지했다. 알리바바 클라우드 컴퓨팅 컨퍼런스도 2015년 10월 항저우시에서 개최되었으며 20,000명 이상의 개발자가 참석했다. 한 달 후인 11월에는 24시간 동안 142억 달러의 거래를 기록하며 광군제 쇼핑 축제를 지원했다.
알리바바 클라우드는 2016년 4월 SK 홀딩스 C&C와 협력하여 한국 및 중국 기업에 클라우드 서비스를 제공했다. 한 달 후, 이 회사는 소프트뱅크와 합작 투자를 공식화하여 알리바바 클라우드의 기술과 솔루션을 활용하는 클라우드 서비스를 일본에서 출시했다.
2016년 6월, 알리바바 클라우드는 두 번째 가용성 영역을 구축하며 싱가포르에서 데이터 센터 운영을 확대했다. 알리바바 클라우드는 또한 싱가포르 멀티티어 클라우드 보안(MTCS) 표준 레벨 3 및 결제 카드 산업 삼중 도메인 보안(PCI 3DS)이라는 두 가지 새로운 해외 인증을 획득했다.
이 회사는 2016년 11월 보다폰 독일과 데이터 센터 운영 및 독일 및 유럽 연합 기업에 클라우드 서비스 제공을 위해 파트너십을 맺었다.
알리바바는 2017년 1월 올림픽의 공식 클라우드 서비스 제공업체가 되었다. 한 달 후인 2월에는 EU 클라우드 행동 강령의 창립 회원이 되었다.
2017년 6월, 알리바바 클라우드는 전 세계 클라우드 서비스형 인프라스트럭처에 대한 가트너의 매직 쿼드런트에서 비전 있는 기업 사분면에 위치했다.
알리바바 클라우드는 2017년 9월 말레이시아의 Fusionex와 협력하여 동남아시아에 클라우드 솔루션을 제공했으며, 10월에는 말레이시아 데이터 센터가 운영을 시작했다. 같은 달, 이 회사는 Elastic과 협력하여 Alibaba Cloud Elasticsearch라는 새로운 서비스를 출시했다.
알리바바 클라우드 인도 데이터 센터는 2017년 12월에 운영을 시작했다. 또한, 알리바바 클라우드는 독일과 싱가포르의 데이터 센터에 대해 독일 연방 정보 보안국 (BSI)으로부터 C5 표준 인증을 받았다.

### 2018년–2021년
2018년 2월, 알리바바 클라우드의 인도네시아 데이터 센터가 운영을 시작했다. 이 회사의 첫 번째 필리핀 데이터 센터는 2021년 6월에 개설되었다.
알리바바 클라우드는 2021년 10월, 자체 설계한 ARM 기반 Yitian 710 칩을 데이터 센터용으로 공개했다.
2021년 11월 24일, Log4Shell 버그가 알리바바 클라우드 보안팀의 첸 자오준에 의해 아파치에 공개되었다. 2021년 12월 22일, 중국 공업정보화부는 Log4Shell 버그와 관련된 "사이버 보안 취약점 보고 실패"로 알리바바 클라우드와의 협력을 중단했다.

### 2022년
2022년 9월, 알리바바 클라우드는 글로벌 파트너 생태계 업그레이드를 위해 10억 달러를 투자할 것을 발표했다.

## 데이터 센터 지역
알리바바 클라우드는 전 세계에 25개의 지역 데이터 센터를 보유하고 있다. 독일에 있는 데이터 센터는 보다폰 독일프랑크푸르트에서 운영하며 C5 인증을 받았다.

## 제품
알리바바 클라우드는 IaaS, PaaS, DBaaS 및 SaaS를 포함한 클라우드 컴퓨팅 서비스를 제공하며, 여기에는 전자 상거래, 빅 데이터, 데이터베이스, IoT, 오브젝트 스토리지(OSS), 쿠버네티스 및 데이터 맞춤화 서비스가 포함되며, 알리바바 웹 페이지 또는 aliyun 명령줄 도구를 사용하여 관리할 수 있다.
AnalyticDB는 2018년 5월에 처음 출시되었으며, 최신 버전 3.0은 2019년에 출시되었다.
2019년 4월 26일, TPC는 AnalyticDB의 TPC-DS 벤치마크 결과를 발표했다.
2019년에는 AnalyticDB의 시스템 설계에 대한 논문이 VLDB 컨퍼런스 2019에 발표되었다.

## 학술 파트너
학술 제휴 목록:
- 상하이 자오퉁 대학
- 툰쿠 압둘 라만 대학교
- 말라야 대학교
- 홍콩 수 얀 대학교
- 마카오 과학기술대학교
- 싱가포르 사회과학대학교 (SUSS)[39]
- 텔레콤 파리
- SUPINFO International University
- 상하이 대학 중유럽 기술대학교
- 가자 마다 대학교
- 프라세티야 물리아 대학교
- 비나 누산타라 대학교
- 크리다 와카나 기독교 대학교
- 홍콩 직업교육원
- 난양 폴리테크닉
- 리퍼블릭 폴리테크닉
- NIIT 정보기술 고등학원
- 우스만 기술 연구소
- AISSMS 정보기술 연구소